# Faunsdale
Faunsdale es un pueblo ubicado en el condado de Marengo en el estado estadounidense de Alabama. En el censo de 2000, su población era de 87. 

## Demografía
En el 2000 la renta per cápita promedia del hogar era de $ 28.750$, y el ingreso promedio para una familia era de 50.417$. El ingreso per cápita para la localidad era de 14.697$. Los hombres tenían un ingreso per cápita de 30.833$ contra 19.500$ para las mujeres.

## Geografía
Faunsdale está situado en 32°27′33″N 87°35′36″O / 32.45917, -87.59333 (32.459167, -87.593333).
Según la Oficina del Censo de los EE. UU., la ciudad tiene un área total de 0.22 millas cuadradas (0.58 km ²).